# Le Maître de chapelle

Le Maître de chapelle, ou le Souper imprévu est un opéra-comique français en deux actes du compositeur italien Ferdinando Paër, sur un livret de Sophie Gay, d’après le Souper imprévu, ou le chanoine de Milan d’Alexandre Duval (1796).

## Historique
La première a eu lieu le 29 mars 1821 par l’Opéra-Comique au théâtre Feydeau à Paris, avec le baryton Jean-Blaise Martin dans le rôle de Barnabé.
Cette œuvre a été représentée plus de 430 fois à l’Opéra-Comique.

## Rôles
| Dictribution                    | Tessiture | Première, 29 mars 1821    |
| ------------------------------- | --------- | ------------------------- |
| Barnabé, maitre de chapelle     | baryton   | Jean-Blaise Martin        |
| Gertrude, cuisinière de Barnabé | soprano   | Marie-Julie Boulanger     |
| Benetto, neveu de Barnabé       | ténor     | Louis Féréol (d)          |
| Coelénie, élève de Barnabé      | soprano   | Antoinette-Eugénie Rigaut |
| Firmin, capitaine de hussards   | ténor     |                           |
| Sans Quartier, hussard          | Basse     |                           |

## Trame

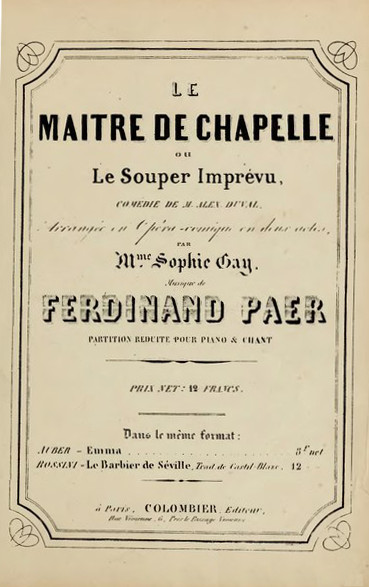
Page de titre du livret, 12 francs.

L’action se déroule en 1797, près de Milan. Le maître de chapelle Barnabé a composé une œuvre intitulée Cléopâtre qu’il espère voir interprétée à Milan. Il organise un dîner chez lui, avec lequel il aimerait célébrer les fiançailles entre son élève Coelénie et son neveu Benetto. Pendant les préparatifs, il essaie certaines parties de son œuvre avec Gertrude, sa cuisinière, mais la fête est ruinée par l’irruption de deux hussards. Barnabé veut les faire arrêter, mais ceux-ci menacent de mettre le feu à Cléopâtre, et Barnabé ne peut qu’être le témoin de l’union du hussard Firmin et de Coelénie, dont celle-ci était secrètement amoureuse, et de celle de la cuisinière et de Sans-Quartier, l’autre hussard.
Dans la version abrégée en un acte, seules les trois scènes du premier acte sont retenues. Les personnages de Coelénie, Firmin et Sans-Quartier sont éliminés, et l’œuvre ne tourne qu’autour des espoirs de Barnabé pour le succès de sa Cléopâtre, ses craintes que les hussards ne lui volent sa partition et sa tentative de duo avec Gertrude pour répéter une partie de l’opéra.

## Structure

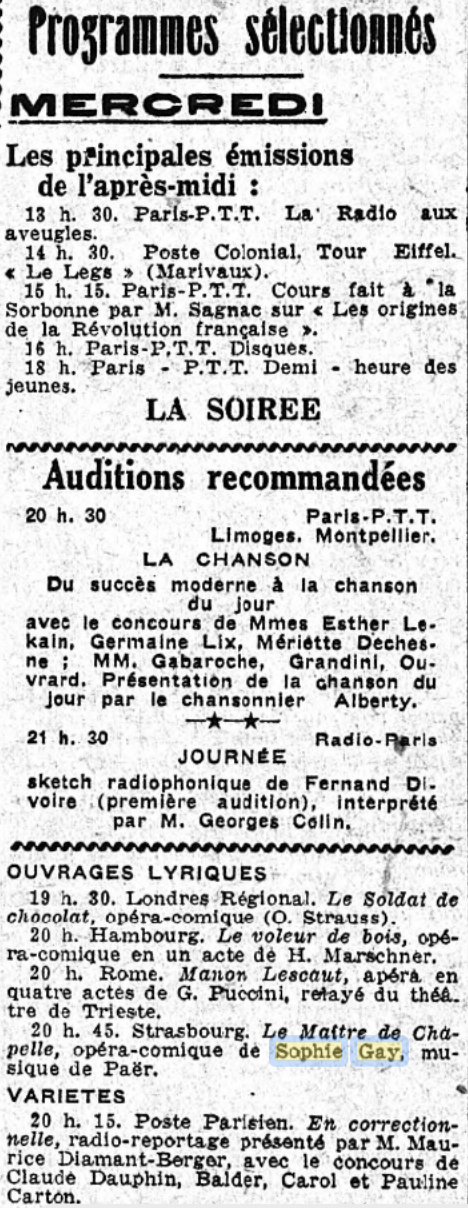
Une diffusion radiophonique est recommandée par le journal L’Intransigeant en février 1935.

- Ouverture

### Acte I
- Trio : « Paix ! Chut ! Entendez-vous ce bruit ? » (Barnabé, Gertrude, Benetto)
- Aria : « Ah ! que plaisir de pressentir sa gloire » (Barnabé)
- Duo : « Comment voulez-vous que je chante ? »

### Acte II
- Trio : « Oh Ciel ! quel temps affreux ! »
- Quatuor : « Des brigands, que dis-tu »
- Aria : « Non, je n’en fais pas mystère » (Coelénie)
- Quintette : « Oh ciel, puis-je vous croire ? »
- Air : « La jeune Ermance, dans Férare » (Benetto)
- Final